# Henri Vandenabeele
Henri Vandenabeele (Deinze, 15 april 2000) is een Belgisch wielrenner die sinds 2024 rijdt voor de profploeg van Lotto-Dstny.

## Carrière
Henri is afkomstig van Dentergem (West-Vlaanderen). In zijn jeugd reed hij voor de Tieltse renners, in 2018 maakte hij de overstap naar Crabbé Toitures om van daaruit naar CC chevigney te gaan. Hier maakte hij veel vooruitgang en daardoor kon hij naar Loto-Soudal U23 gaan. Na een aantal vruchtvolle jaren maakte hij eind 2020 de beslissing om naar DSM te gaan.
In 2019 werd Vandenabeele 19de in de Girobio. Een jaar later beëindigde de klimmer de wedstrijd op de 2de plaats na Tom Pidcock. Ook in de Ronde van de Isard werd Vandenabeele tweede na ploegmaat Xandres Vervloesem. In deze rittenwedstrijd won hij zowel het bergklassement als het puntenklassement. In de Ronde van Savoie-Mont Blanc, die Pierre Rolland won, eindigde hij als 28ste.

## Palmares
2020
2e etappe deel A Ronde van de Isard
Punten-, bergklassement Ronde van de Isard
Jongerenklassement Giro della Regione Friuli Venezia Giulia

### Resultaten in voornaamste wedstrijden
| Jaar | Ronde van Italië | Ronde van Frankrijk | Ronde van Spanje |
| ---- | ---------------- | ------------------- | ---------------- |
| 2022 |                  |                     | opgave           |
| 2023 |                  |                     |                  |
| 2024 |                  |                     |                  |
| 2025 |                  |                     |                  |

| Jaar | Amstel Gold Race | Ronde van Lombardije | Waalse Pijl | Clásica San Sebastián |
| ---- | ---------------- | -------------------- | ----------- | --------------------- |
| 2022 |                  |                      | 94e         |                       |
| 2023 |                  |                      |             |                       |
| 2024 |                  | opgave               |             | opgave                |
| 2025 | opgave           |                      |             |                       |

### Resultaten in kleinere rondes
| Jaar | UAE Tour | Tirreno-Adriatico | Ronde van Catalonië | Ronde van het Baskenland | Critérium du Dauphiné |
| ---- | -------- | ----------------- | ------------------- | ------------------------ | --------------------- |
| 2022 |          |                   | 34e                 |                          | opgave                |
| 2023 |          | 58e               |                     | opgave                   |                       |
| 2024 | 79e      |                   |                     |                          |                       |
| 2025 |          |                   | opgave              |                          |                       |

(*) tussen haakjes aantal individuele etappeoverwinningen

## Ploegen
- 2022 –  Team DSM
- 2023 –  Team DSM
- 2024 –  Lotto-Dstny
- 2025 –  Lotto

Arensman · Arndt · Bardet · Bittner (vanaf 1/8) · Bol · Brenner · Combaud · Dainese · Degenkolb · Denz · Donovan · Eekhoff · Hamilton · Heinschke · Hvideberg · A. Kragh Andersen · S. Kragh Andersen · Leknessund · Markl · Mayrhofer · Naberman · Nieuwenhuis · Pedersen · Rodenberg · Stork · Tusveld · van Uden (vanaf 1/8) · Vandenabeele · Vermaerke · Welsford
Andresen · Bardet · Bevin · Bittner · Brenner · Combaud · Dainese · Degenkolb · Dinham · Edmondson · Eekhoff · Hamilton · Heinschke · Hvideberg · Leknessund · Markl · Mayrhofer · Milesi · Naberman · Onley · Poole · Rodenberg · Stork · Tusveld · van Uden · Vandenabeele · Vanhoucke (tot 14/8) · Vermaerke · Welsford
Adamietz · Berckmoes · Beullens · Campenaerts · Currie · De Buyst · De Gendt · De Lie · Drizners · Eenkhoorn · Gregaard · Grignard · Guarnieri · Kron · Livyns · Menten · Moniquet · Paasschens · Segaert · Taminiaux · Sepúlveda · Slock · Vandenabeele · Van de Paar · Van Eetvelt · Van Gils · Van Moer · Vanhoucke · Vermeersch